# Peter Worm
Peter Worm, född den 28 september 1788 i Vordingborg, död den 31 januari 1865, var en dansk präst, far till Pauline Worm. 
Han examinerades 1807 från Vordingborgs skola och tog teologisk ämbetsexamen 1813. Efter att i några år ha varit huslärare blev han 1820 sognepræst i Hyllested och Rosmus i Århus stift och 1838 i Kristrup och Hornbæk i samma stift, där han dog. Han äktade 1824 Louise Theodora Petrine Hjort (22 december 1800 - 15 april 1881), dotter till prästen Frederik Christian Hjort.  
Worm var en frispråkig man, som inte undgick att komma i kollision med censuren. 1831 fick han hela upplagan av en skrift Evropas tilkommende Skikkelse beslagtagen och förstörd, och då han 1844 hade skrivit sånger till
Danmarks Dronnings Fødselsdag fejret i Randers, blev de likaledes beslagtagna av polisen, vilket inte var så underligt, ty han ivrade i dem mot tyskheten, prisade tryckfriheten, kallade de jylländska ständerdeputerade "Folketingets Mænd", skrev om hären, att "Snurrepiberi saa vidt man drev, at Alvor ej kan lykkes", och krävde "en Væbning ret med Næb og Klør".